# جون ريتشاردسون (لاعب كرة قدم)
جون ريتشاردسون (بالإنجليزية: John Richardson)‏ (28 يوليو 1968 بدورهام، إنجلترا في المملكة المتحدة - ) هو لاعب كرة قدم بريطاني في مركز الهجوم. لعب مع كولتشستر يونايتد وتشيشام يونايتد ‏.